# Ligier JS35
A Ligier JS35 egy Formula–1-es versenyautó, amellyel a Ligier csapat versenyzett az 1991-es Formula–1 világbajnokságban. Pilótái Thierry Boutsen és Érik Comas voltak. A szezon második felében egy módosított, JS35B kódnevű autóval versenyeztek.

## Áttekintés
Az előző idények rossz teljesítményét Guy Ligier csapatfőnök úgy próbálta meg leküzdeni, hogy megszerezte a Lamborghini V12-es motorjait, amelyek az előző évben még a Lotus és a Larrousse csapat autóit hajtották. A kasztni tervezéséért Michel Beaujon, Claude Galopin és Richard Divila feleltek, utóbbi kettőt szezon közben kirúgták a rossz eredmények miatt. A külsőre esztétikus színezetű, de robusztus és nehéz autó esetében további probléma volt, hogy meg kellett növelni az üzemanyagtartály méretét az új motor éhsége miatt. Idény közben a felfüggesztéseken is változtattak.
Frank Dernie és Gérard Ducarouge érkezésével alkották meg az autó B-specifikációját, mely a francia nagydíjon debütált.
A csapat új versenyzőpárossal kezdte meg az idényt: Thierry Boutsen a Williams csapatától érkezett, míg Érik Comas volt a regnáló Formula–3000-es világbajnok. Rögtön az első futam rosszul kezdődött, mert Comas még csak kvalifikálni sem tudott, Boutsen alatt pedig meghibásodott a motor. A következő futamokon is Boutsen szerepelt jobban, szerzett pár hetedik helyet, ami épphogy nem volt elég a pontszerzéshez. Vele szemben Comas gyengébb eredményeket produkált és további két alkalommal nem tudott kvalifikálni. A B-specifikációjú autó érdemi előrelépést nem hozott, sőt egyre inkább kezdett lemaradni a Ligier. A csapat végül az egész idény során nem szerzett egyetlen pontot sem, ami miatt nem is rangsorolták őket, de bizakodóak voltak, mert a következő idényre megszerezték a Renault támogatását.

## Eredménylista
(félkövérrel jelölve a pole pozíció; dőlt betűvel a leggyorsabb kör)
| Év   | Csapat                | Motor              | Gumik | Pilóták         | 1   | 2   | 3   | 4   | 5   | 6   | 7   | 8   | 9   | 10  | 11  | 12  | 13  | 14  | 15  | 16  | Pontok | Helyezés |
| ---- | --------------------- | ------------------ | ----- | --------------- | --- | --- | --- | --- | --- | --- | --- | --- | --- | --- | --- | --- | --- | --- | --- | --- | ------ | -------- |
| 1991 | Équipe Ligier Gitanes | Lamborghini LE3512 | G     |                 | USA | BRA | SMR | MON | CAN | MEX | FRA | GBR | GER | HUN | BEL | ITA | POR | ESP | JPN | AUS | 0      | -        |
| 1991 | Équipe Ligier Gitanes | Lamborghini LE3512 | G     | Thierry Boutsen | KI  | 10  | 7   | 7   | KI  | 8   | 12  | KI  | 9   | KI  | 11  | KI  | 16  | KI  | 9   | KI  | 0      | -        |
| 1991 | Équipe Ligier Gitanes | Lamborghini LE3512 | G     | Érik Comas      | NK  | KI  | 10  | 10  | 8   | NK  | 11  | NK  | KI  | 10  | KI  | 11  | 11  | KI  | KI  | 18  | 0      | -        |

## Forráshivatkozások
1. ↑  A Ligier-sztori… (magyar nyelven). Napi F1 sztori, 2020. május 3. (Hozzáférés: 2025. március 11.)